# Folkerepublikken Tuva
Folkerepublikken Tuva (eller Tannu Tuva; tuvinsk: Tьвa Arat Respuвlik; 1921–1944) var en satelitstat på det territorium, der tidligere udgjorde protaktoratet Tuva under det Russiske Kejserrige (dog en del af Qing-dynastiet indtil dets kollaps i 1911), også kendt som Urjankhaiskij Kraj (tuvinsk: Урянхайский край). Folkerepuplikken Tuvan er nu Republikken Tyva inden for den Russiske Føderation.